# Viktor Polášek
Viktor Polášek (18 luglio 1997) è un saltatore con gli sci ceco.

## Biografia
Attivo in gare FIS dall'agosto del 2011, Polášek ha esordito in Coppa del Mondo il 25 febbraio 2017 a Sapporo (45º) e ai Campionati mondiali a Falun 2015, dove è stato 11º nella gara a squadre mista; ai successivi Mondiali di Lahti 2017 si è classificato 31º nel trampolino  normale, 25º nel trampolino lungo e 7º nella gara a squadre.
Ai XXIII Giochi olimpici invernali di Pyeongchang 2018, suo esordio olimpico, si è piazzato 44º nel trampolino normale, 44º nel trampolino lungo e 10º nella gara a squadre; l'anno successivo ai Mondiali di Seefeld in Tirol è stato 38º nel trampolino normale, 25º nel trampolino lungo, 8º nella gara a squadre e 9º nella gara a squadre mista, mentre a quelli di Oberstdorf 2021 si è classificato 38º nel trampolino normale, 46º nel trampolino lungo, 11º nella gara a squadre e 8º nella gara a squadre mista. Ai XXIV Giochi olimpici invernali di Pechino 2022 si è piazzato 9º nella gara a squadre.

## Palmarès

### Mondiali juniores
- 1 medaglia:
  - 1 oro (trampolino normale a Park City 2017)

### Coppa del Mondo
- Miglior piazzamento in classifica generale: 42º nel 2019